# Diner Dash
Diner Dash é um jogo criado pela empresa PlayFirst e pela GameLabs em 2004.